# Posições políticas de Kamala Harris

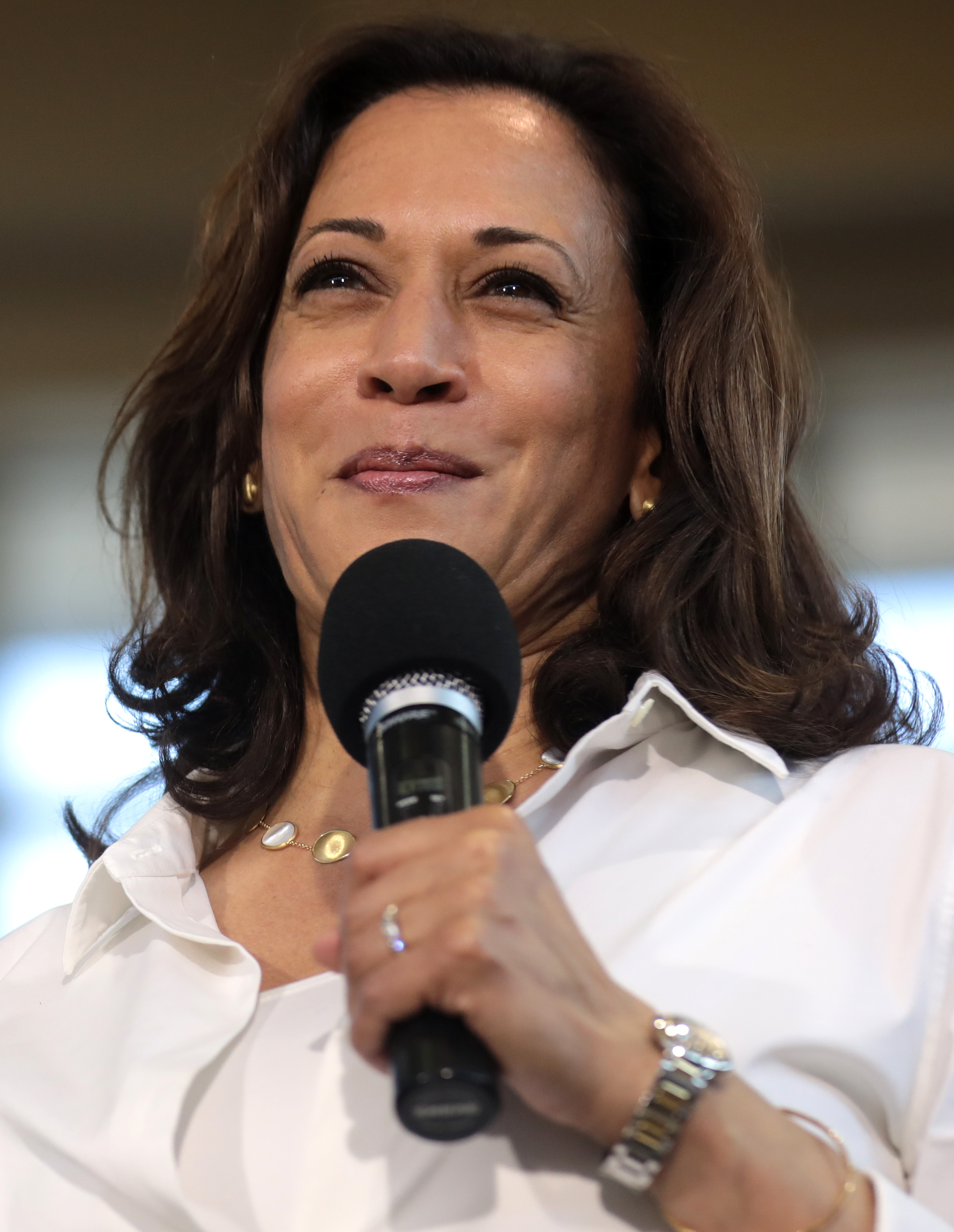
A então Senadora Kamala Harris discursa em evento de campanha em West Des Moines, em agosto de 2019.

Este artigo aborda as posições políticas de Kamala Harris, política e advogada estadunidense que ocupou o cargo de Senadora dos Estados Unidos pela Califórnia de 2017 a 2021 e de Vice-presidente desde 20 de janeiro de 2021. Em agosto de 2020, Harris foi selecionada pelo então candidato presidencial Joe Biden como sua companheira de chapa nas eleições presidenciais de 2020 em oposição a Donald Trump e Mike Pence, do Partido Republicano. Com a subsequente eleição de Biden à Casa Branca, Harris tornou-se a primeira mulher e a primeira afro-americana a ocupar o cargo de Vice-presidente dos Estados Unidos, sendo também a mulher a alcançar o cargo mais alto dentro do gabinete presidencial estadunidense em toda a história política do país.
Ao longo de sua carreira política, Harris têm sido descrita como uma política pragmática cujas posições e ideias refletem o quadro ideológico geral do Partido Democrata sem nuances muito específicas. No entanto, diversos veículos de imprensa destacam sua atuação e seu discurso em favor de reformas socioeconômicas que visam ampliar a participação de movimentos sociais nas decisões governamentais bem como medidas de promoção da equidade social. Harris é conhecida por sua militância em favor de maiores direitos e garantias à comunidade LGBTQIA+ e à políticas de acesso de mulheres a posições públicas e postos de trabalho tradicionalmente detidos por indivíduos do sexo masculino.
Segundo o website independente GovTrack, Harris teria sido uma das senadoras mais liberais do Congresso dos Estados Unidos, debatendo e votando leis associadas às pautas de esquerda ou centro-esquerda. Apesar disto, Harris já foi alvo constante de críticas de diversas lideranças de esquerda devido a alguns de seus vereditos e posicionamentos durante sua atuação como promotora de justiça na década de 2000.

## Síntese
Kamala Harris é uma figura pública de carreira política relevante a nível nacional (nos Estados Unidos) e internacional, tendo ocupado diversos cargos públicos ao longo de sua vida política. É relevante considerar uma análise mais abrangente de suas posições políticas, que podem variar consideravelmente ao longo do tempo ou mediante ao cargo público ocupado e aos contextos específicos.
| Descriminalização do aborto | Pena de morte           | Descriminalização da cannabis | União de pessoas do mesmo sexo  |
| Sistema público de saúde    | Restrições imigratórias | Liberdade de imprensa         | Controle de emissões veiculares |

## Questões sociais

### Aborto

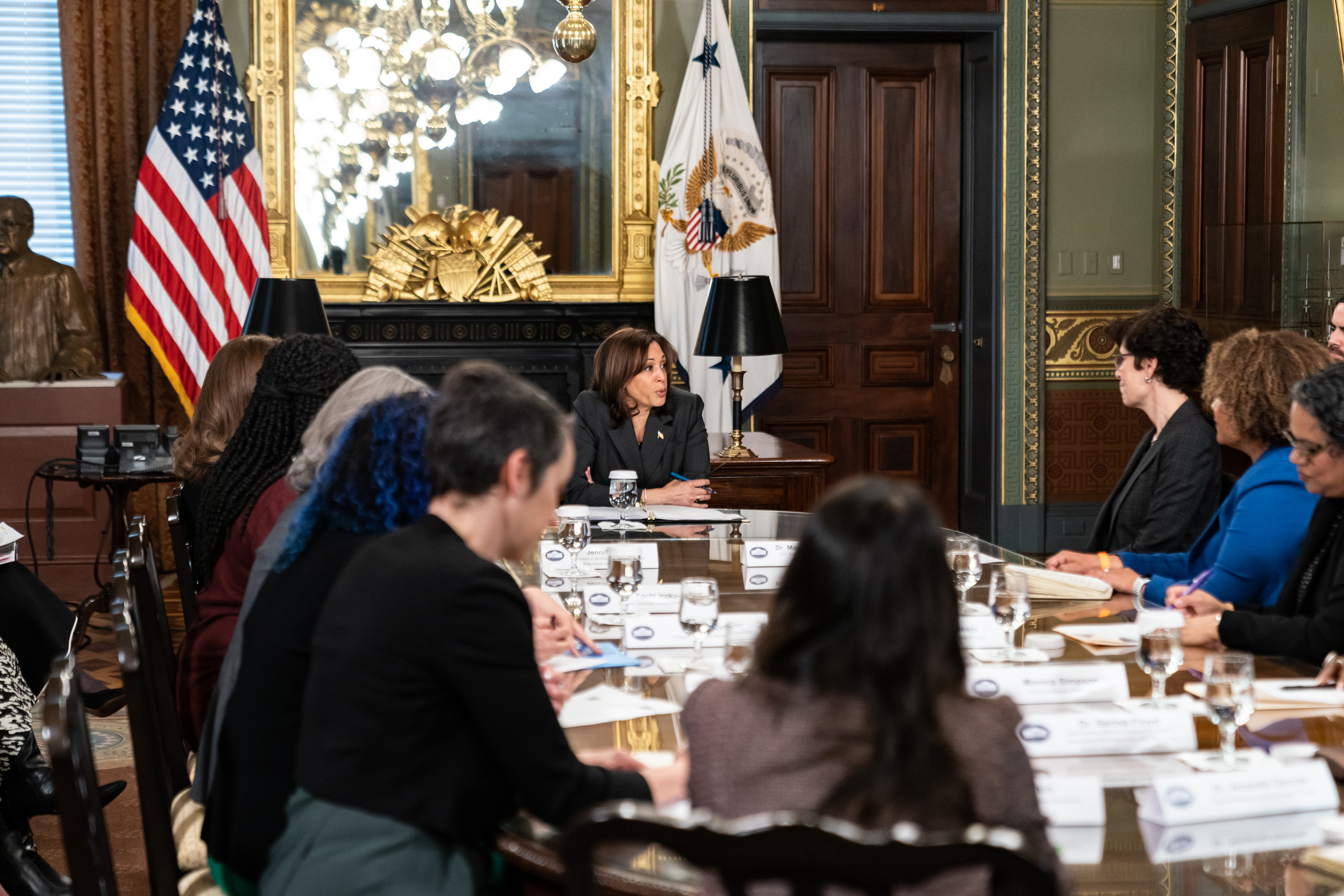
Kamala Harris durante reunião com representantes de direitos abortivos, em fevereiro de 2023.

Em 2013, quando ainda atuava como procuradora-geral da Califórnia, Harris permitiu que um hospital privado encerrasse a política de avaliação de casos de aborto após uma associação desta instituição com uma rede hospitalar de orientação católica romana. Como procuradora-geral, Harris possuía autoridade de julgar o assunto incluindo as condições e pretextos apresentados por ambas as partes ainda que a instituição em julgamento não fosse uma autarquia pública estadual. Entretanto, Harris impôs condições à medida do hospital, exigindo que "medidas alternativas" estivessem "disponíveis e acessíveis a todas as pacientes, especialmente mulheres de baixa renda comprovada".
Desde sua eleição ao Senado em 2016, Harris manteve uma taxa de 100% de aprovação a medidas que garantem direitos abortivos no país. Ao longo de sua atuação como Vice-presidente, no entanto, Harris têm sido uma porta-voz efetiva de medidas que visam garantir direitos abortivos às mulheres de baixa renda. A partir de 2017, Harris foi uma opositora da revogação da medida Roe v. Wade pela Suprema Corte dos Estados Unidos, que garantia o direito de opção individual sobre o aborto, afirmando que tal decisão judicial havia causado "uma crise de saúde pública" no país. Em dezembro de 2023, Harris anunciou uma turnê extensiva pelo país visando debater publicamente maiores direitos abortivos às mulheres. Tal série de eventos a nível nacional foram anunciados como parte central das atividades da Campanha Biden-Harris de 2024.

### Ações afirmativas

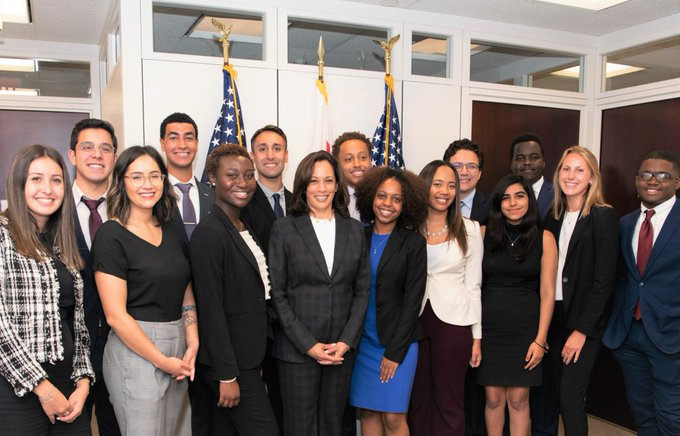
Kamala Harris posa com estudantes afro-americanas da Universidade Howard, em 2019.

Harris foi uma opositora efetiva da "Proposição 209" de 1996 que visava extinguir medidas afirmativas do governo estadual da Califórnia durante o governo de Pete Wilson. Harris solicitou que a Suprema Corte reafirmasse "sua decisão de que colégios e universidades públicas podem considerar a etnia como um fator para seus processos de admissão" e representou legalmente a favor da manutenção de medidas afirmativas na Universidade do Texas e na Universidade de Michigan. Em 2023, a Suprema Corte voltou a suspender medidas afirmativas para admissão em universidades públicas com base na expiração da medida Grutter v. Bollinger de 2003. Em resposta, Harris criticou abertamente a decisão, classificando como uma "negação de oportunidades" e efeito direto da "invisibilidade racial" no país.

### Pena de morte

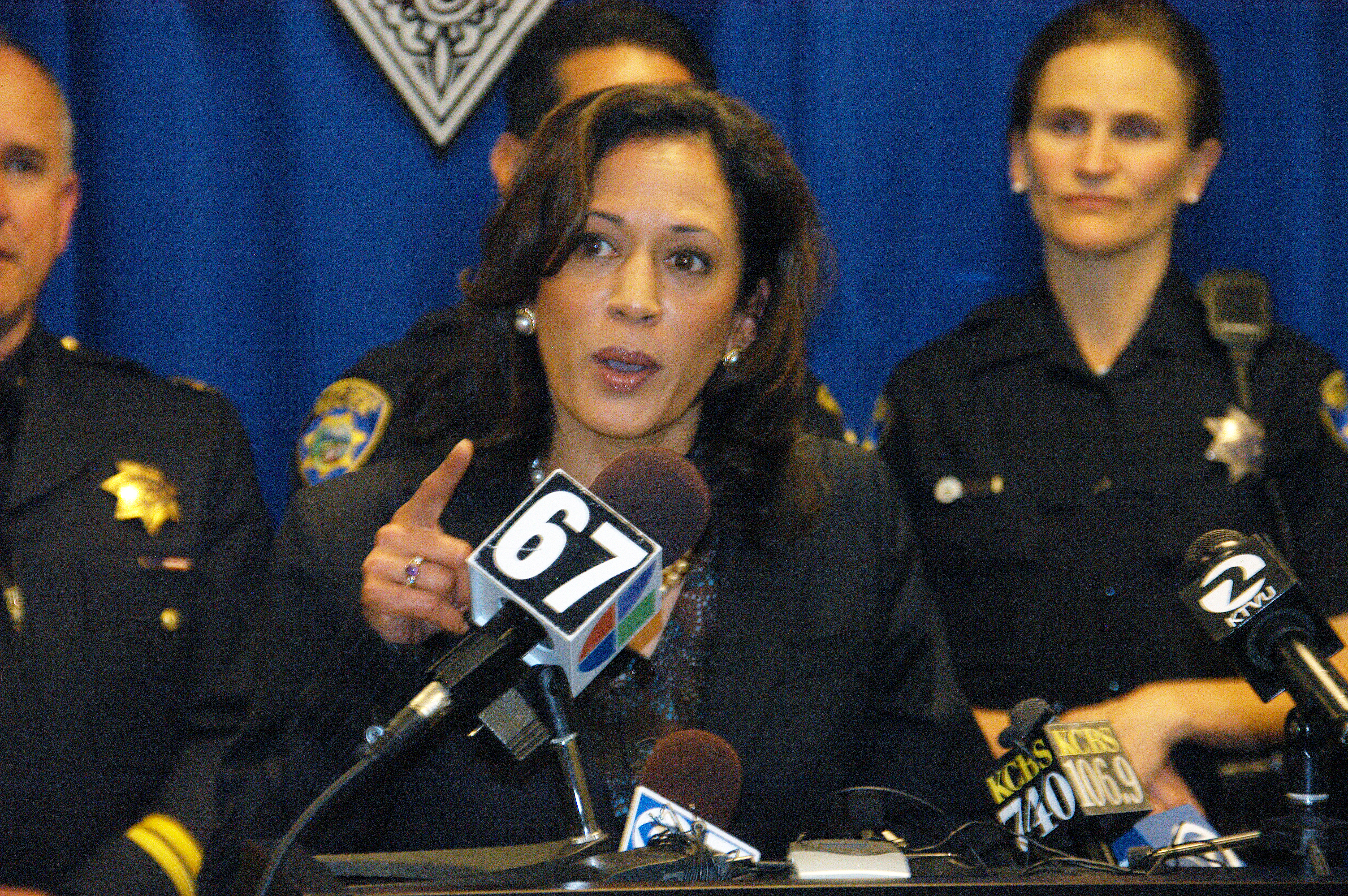
Kamala Harris, ainda Procuradora-geral, anuncia a identificação de um acusado criminal através de amostras de exames genéticos. Harris foi uma defensora da medida em larga escala.

Harris é oficialmente contra a pena de morte, mas já afirmou que concorda com o julgamento individual e contextualizado de cada acusado. Harris foi criticada duramente por ter negado o direito de testes de DNA a um preso que acabou sendo absolvido em 2009. Robert Dunham, diretor executivo do Centro de Informação sobre a Pena de Morte (DPIC), classifica Harris como "registro misto", termo que se aplica a magistrados que defenderam posturas antagônicas sobre um assunto específico.
Durante sua atuação como promotora distrital de San Francisco, Harris foi contra à aplicação da pena de morte, recusando-se a aplicá-la a um condenado por assassinato de policial. À época, esta decisão de Harris foi criticada pela senadora Dianne Feinstein. Entretanto, após assumir o cargo de procuradora-geral da Califórnia, Harris variou significantemente sua posição sobre o tema e defendeu a manutenção da pena de morte no estado, sendo acusada de "oportunismo político" e "inconsistência" nas questões. Em julho de 2019, o então Procurador-geral William Barr defendeu a adoção de uma emenda ao "Protocolo de Execução Federal", permitindo a retomada da pena de morte pelo Governo federal estadunidense após um lapso de mais de duas décadas sem nenhuma condenação. Harris criticou a decisão e classificou a medida como "equivocada", "imoral" e "desuso do dinheiro dos contribuintes". Durante seu mandato como Senadora pela Califórnia, Harris também apoiou fortemente vários projetos de lei que visam abolir definitivamente a pena de morte em todo o território estadunidense.

### Drogas

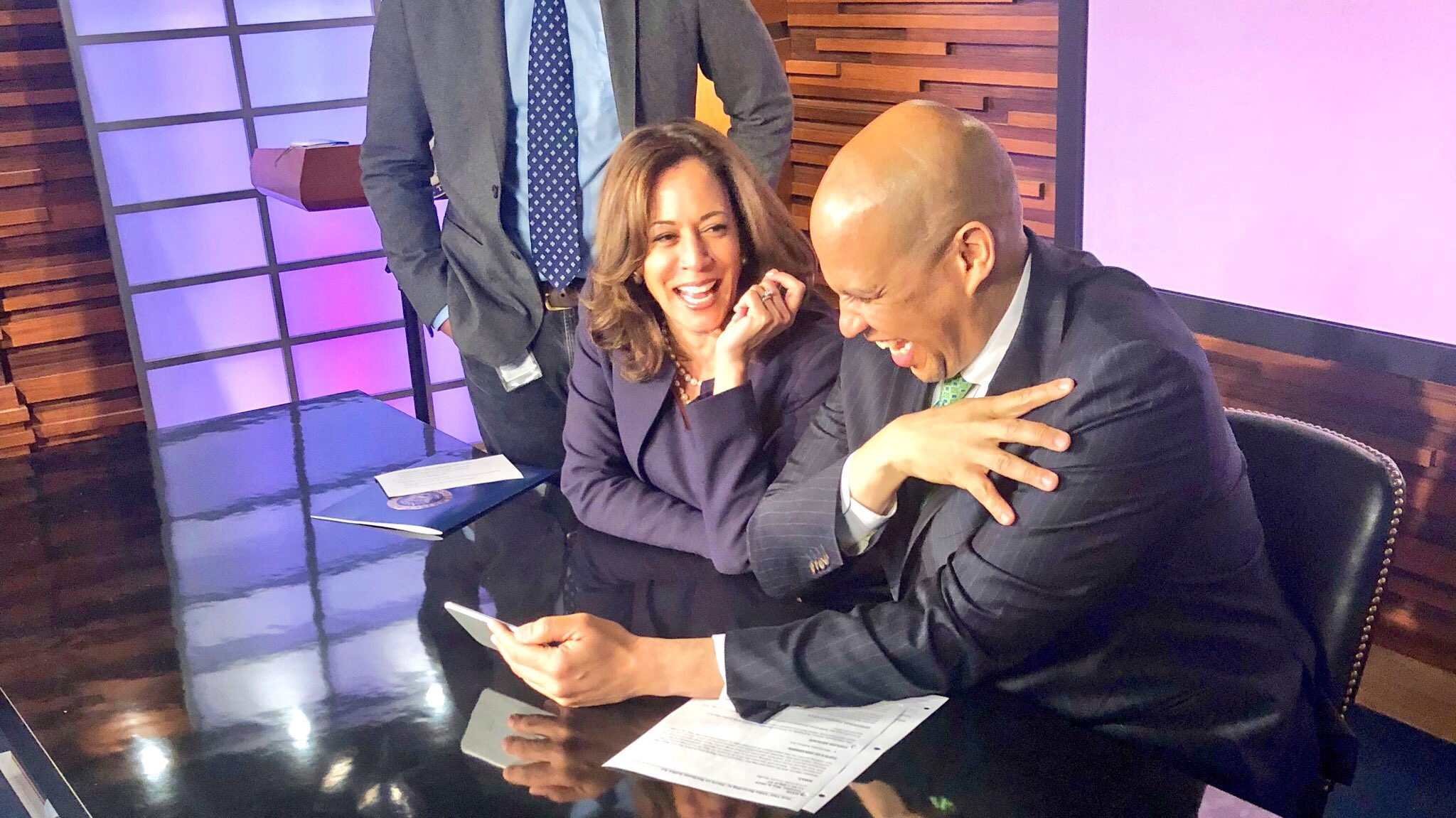
Os Senadores Kamala Harris e Cory Booker nos bastidores de um vídeo de divulgação da medida "Marijuana Justice Act", em 2018.

Inicialmente, Harris não emergiu politicamente como uma defensora da legalização do uso recreativo de cannabis, mas gradualmente passou a abordar de forma mais abrangente a proposta. Em 2010, durante sua campanha para a Procuradoria-geral da Califórnia, Harris foi contra a "Proposição 19", a primeira proposta de legalização do uso recreativo de cannabis no estado, argumentando que um eventual comércio de drogas seria prejudicial às comunidades. Em 2015, Harris defendeu abertamente a suspensão da proibição do uso medicinal de cannabis a nível federal.
Em abril de 2018, após informações de que o Departamento de Justiça impedia a Administração de Fiscalização de Drogas de autorizar o cultivo científico de cannabis, Harris e o senador Republicano Orrin Hatch enviaram uma carta ao então Procurador-geral Jeff Sessions descrevendo a necessidade das pesquisas científicas sobre a substância como parte significante da "tomada de decisões baseada em evidências" e como forma de "solucionar questões críticas de saúde e segurança públicas". Neste mesmo documento, Harris argumentou que as pesquisas mais amplas sobre a cannabis poderia contribuir para uma melhor compreensão dos "impactos da maconha no desenvolvimento do cérebro".
Em maio de 2018, Harris anunciou seu apoio formal à "Lei Judicial sobre a Marijuana", uma proposta do senador Cory Booker apresentada em agosto do ano anterior que visava a retirada da cannabis da "Lei de Substâncias Controladas", aprovada em 1970 durante o governo de Richard Nixon. A proposta também determinava a revogação de condenações anteriores por posse ou uso recreativo da cannabis a nível federal. Em fevereiro de 2019, ao reapresentar a proposta, Harris afirmou que os Estados Unidos não aplicam as leis restritivas a substâncias químicas de maneira igualitária e "criminaliza o uso de cannabis de uma forma que leva ao encarceramento de jovens negros".

### Educação

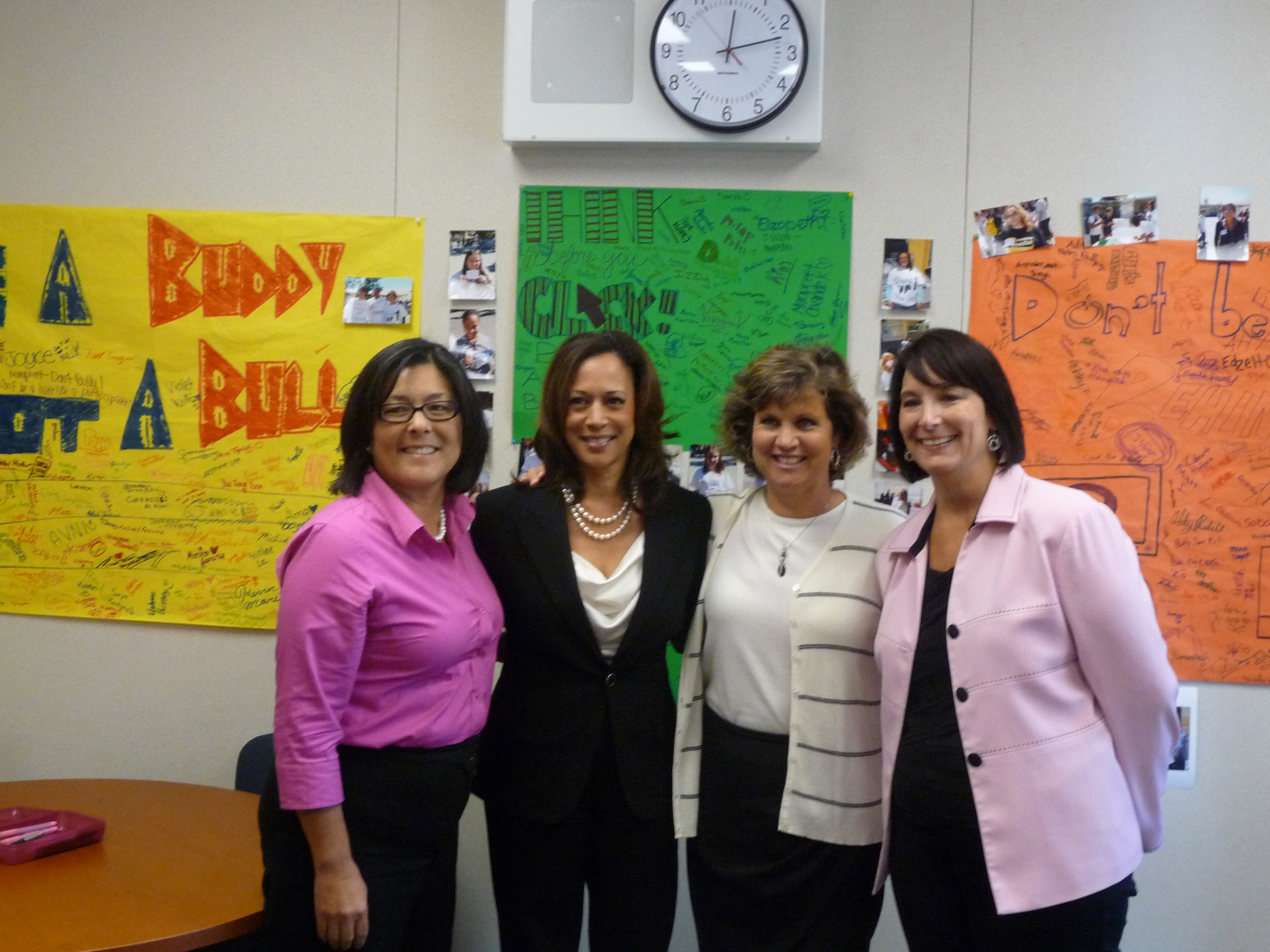
Harris e professoras de uma escola básica em Sunnyvale, em 2010. Na ocasião, Harris debateu medidas preventivas e de conscientização infanto-juvenil sobre segurança cibernética e cyberbullying.

Ao longo de sua carreira política, Harris têm sido uma forte defensora de medidas que visam o maior acesso do povo à educação, especialmente de famílias de baixa renda. Harris defende considerar o "absentismo escolar habitual e crônico" como um crime cometido pelos responsáveis e familiares da criança ausente. Harris acredita na correlação direta entre a evasão escolar na juventude e a criminalidade e violência na fase adulta da maior parte dos cidadãos estadunidenses.

## Política externa

### Diplomacia estadunidense
Em setembro de 2019, o jornal nova-iorquino The New York Times publicou um questionário incluindo a questão: "Sob quais circunstâncias, além de iminente ameaça aos Estados Unidos, a Constituição permite que um presidente ordene ataques a outros países sem autorização prévia do Congresso?". Harris comentou a provocação dizendo: "A prioridade do presidente é manter a América segura e eu não hesitarei em fazer o que for preciso para proteger nosso país diante de uma ameaça iminente no futuro". No entanto, Harris também considerou os impactos diplomáticos e econômicos dos conflitos nos quais os Estados Unidos se envolveu diretamente nas décadas recentes, afirmando que "situações como o Irão e a Coreia do Norte requerem considerações cuidadosas de todos os fatos e circunstâncias relacionados".

### Sudeste asiático
China

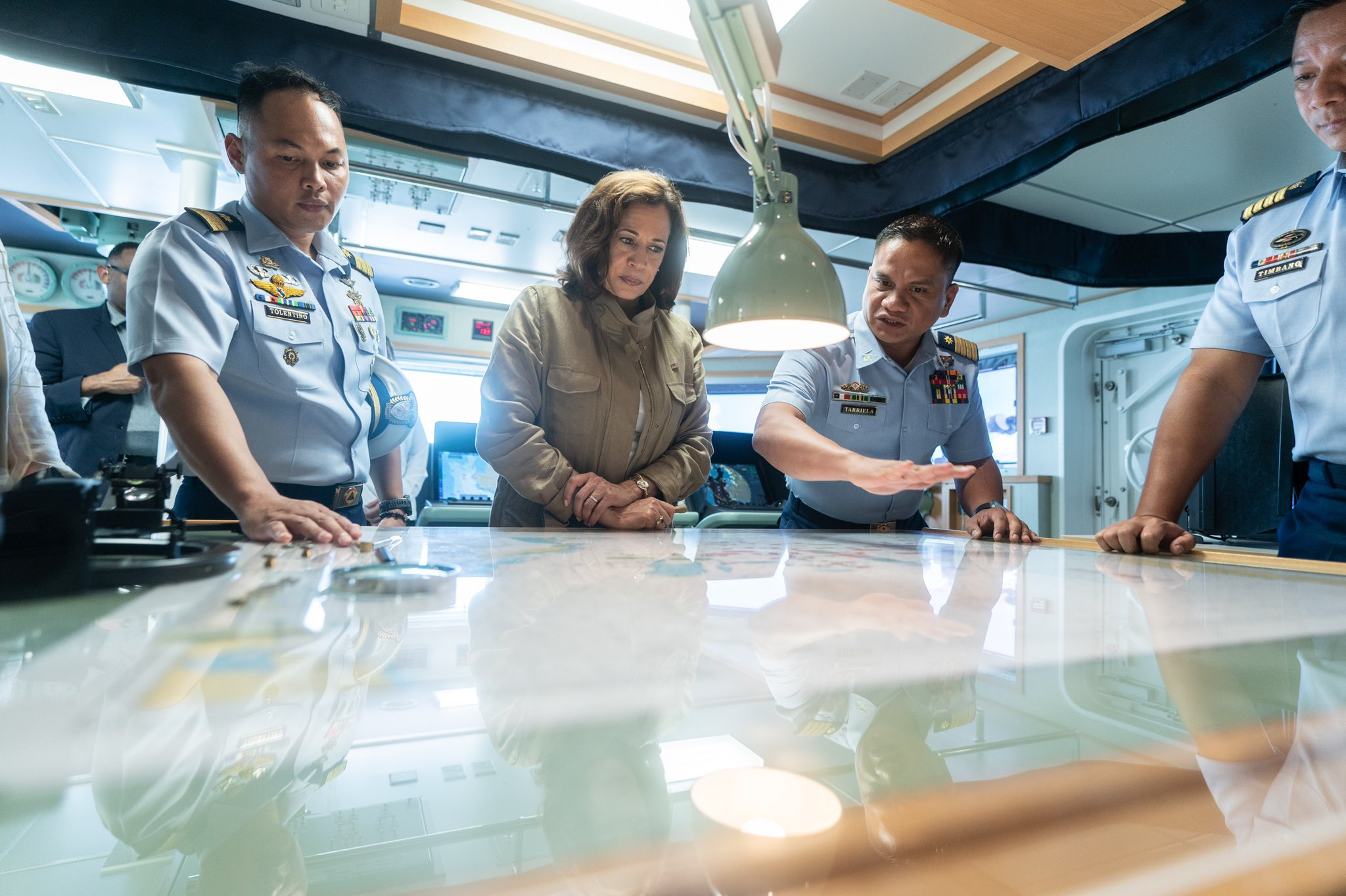
Harris a bordo de embarcação da guarda costeira filipina em Porto Princesa, em 2022. Harris defende "princípios de liberdade de navegação e soberania territorial no Mar do Sul da China e no Oceano Índico" em face das reivindicações territoriais chinesas na região.

Ao longo de sua campanha presidencial em 2020, Harris criticou fortemente Donald Trump por promover uma disputa comercial com a China no início de sua presidência, descrevendo o uso arbitrário de tarifas como "medida improdutiva ao objetivo de garantir um palco de atuação estável para empresas norte-americanas".
Harris também condenou os "níveis abismais de direitos humanos" do governo chinês, enfatizando os casos de detenção em massa de uigures em campos de internamento de Sinquião e a vigilância do governo sobre as atividades políticas e religiosas de seus cidadãos. Harris acrescentou que enquanto a cooperação com os chineses podem ser necessárias para questões globais urgentes, como as mudanças climáticas, os Estados Unidos deveriam manter a pressão por maiores direitos civis no país asiático. Harris também manifestou apoio formal aos protestos em Hong Kong em 2019 e votou a favor da "Lei de Direitos Humanos e Democracia" que visava impor sanções comerciais graduais à China continental mediante a restrição de direitos humanos em Hong Kong.
Harris condenou o que classifica como "uso excessivo de força" pelo governo honconguês, bem como a "falha em respeitas os direitos e autonomias do povo honconguês". Assim como os principais quadros do Partido Democrata, Harris também responsabiliza a Administração Trump pela escalada de tensões nas relações sino-estadunidenses nos anos recentes sem, no entanto, relativizar sua posição oficial sobre a condução política do regime chinês, que costuma classificar como "autoritário" e "violador de leis internacionais".
Índia

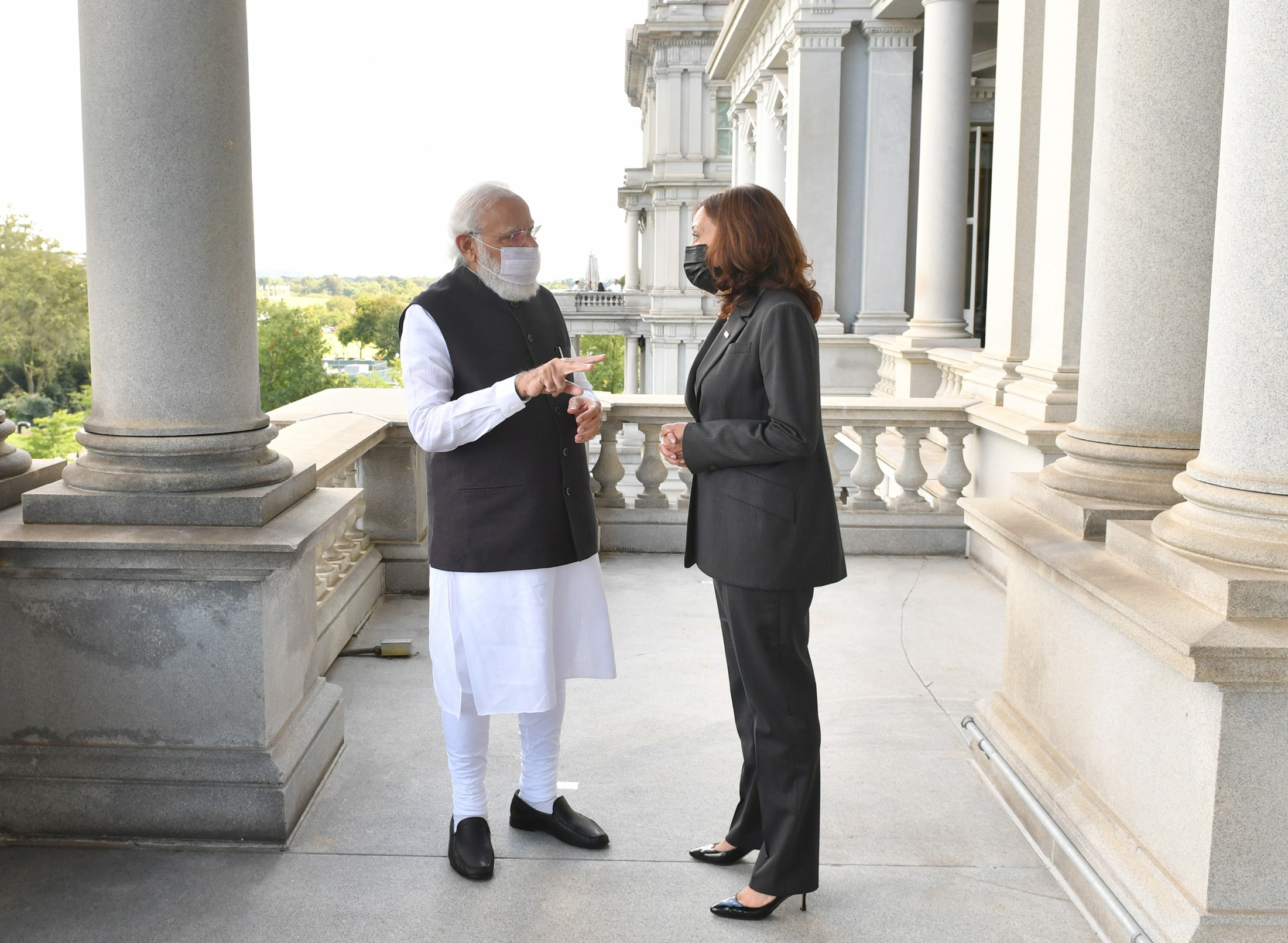
Harris e o Primeiro-ministro indiano Narendra Modi em Washington, D.C., em 2021.

Kamala Harris é a primeira vice-presidente dos Estados Unidos de ascendência indiana. Sua mãe, Shyamala Gopalan, era uma bióloga tâmil oriunda de Chenai, Índia. As visões de Harris sobre a Índia e seu povo têm sido geralmente extremamente positivas dadas as relações próximas de sua família com o país asiático. Entretanto, Harris já manifestou descontentamento com determinadas medidas do governo indiano nas décadas recentes, especialmente aquelas voltadas às disputas territoriais e às populações minoritárias.
Em 2019, Harris criticou a "Lei de Cidadania Indiana" que acelera o processo de naturalização de cidadãos oriundos de minorias étnicas. A então senadora também criticou a "Lei de Reorganização de 2009", que criou o Território da União da Jamu e Caxemira como parte integral do território indiano. Em agosto de 2019, algumas semanas após o governo indiano alterar a classificação da Caxemira, Harris uniu-se a lideranças do Partido Democrata para dar voz à "Justiça pela Caxemira" (JFK), uma organização não-governamental cujo objetivo principal é conscientizar lideranças políticas estadunidense sobre "incursões políticas" da Índia na Caxemira.
Em dezembro de 2019, Harris criticou o Ministro do Exterior indiano Subrahmanyam Jaishankar por sua recusa em reunir-se com uma delegação do Congresso que incluía a Representante Pramila Jayapal. Jayapal havia apresentado um projeto que exigia a suspensão das restrições governamentais à região da Caxemira, causando relativa tensão com o governo indiano, que descreveu a resolução como não sendo "característica justa do que o governo da Índia está fazendo".
Coreia do Norte

### América Latina

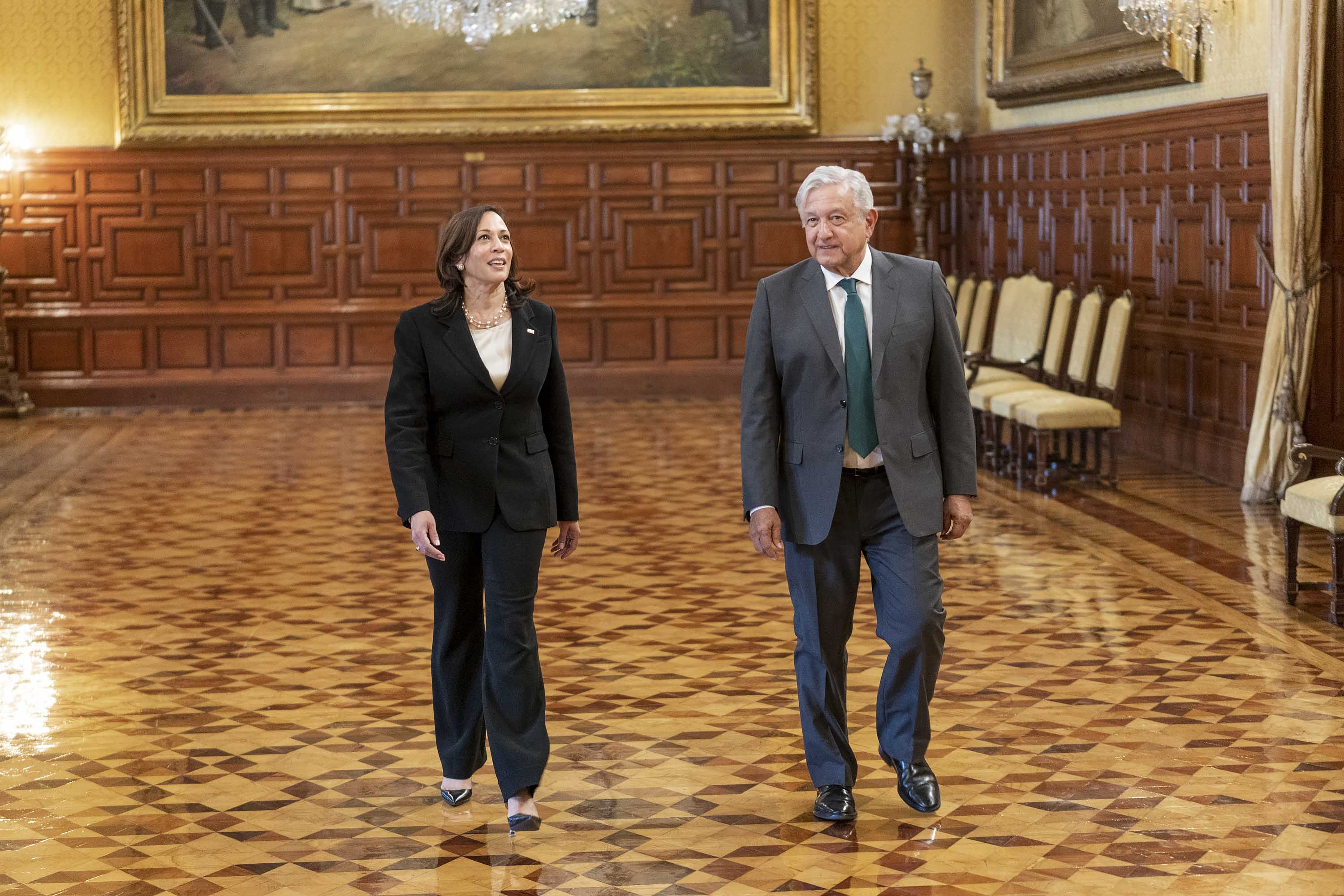
Harris e o Presidente mexicano López Obrador no Salão Nobre do Palácio Nacional, em outubro de 2021.

Em abril e julho de 2019, Harris esteve entre os 34 senadores que assinaram uma carta endereçada a Casa Branca exigindo que Trump ouvisse "membros de sua própria Admnistração" e revertesse o corte de 370 milhões de dólares em assistência a El Salvador, Guatemala e Honduras. Os senadores argumentaram que a assistência norte-americana a países da América Central poderia reduzir os índices de imigração ilegal aos Estados Unidos ao elevar os indicadores socioeconômicos naqueles próprios países.
Em janeiro de 2022, Harris foi uma das autoridades estrangeiras presentes na cerimônia de posse de Xiomara Castro como Presidente de Honduras. Castro, filiada ao Partido Liberdade e Refundação e esposa do ex-presidente Manuel Zelaya, é tida por analistas como uma figura historicamente próxima da visão diplomática de membros proeminentes do Partido Democrata. Na ocasião, Harris destacou enxergar positivamente a eleição democrática de uma mulher à presidência de uma nação latino-americana e reafirmou o compromisso do governo estadunidense de garantir maior apoio logístico e financeiro à crise humanitária e social da região. Assim como outras figuras Democratas, Harris continua endossando ao longo dos anos que um apoio econômico e uma ação conjunta com organizações de assistência social nestas regiões seria uma estratégia interessante para reduzir a imigração ilegal e combater a tensão na fronteira mexicano-americana.